# Бобби Джордж, Анджу
Анджу Бобби Джордж (малаял. അഞ്ജു ബോബി ജോർജ്ജ്, англ. Anju Bobby George, род. 19 апреля 1977 года в Чанганассери, Индия) — индийская легкоатлетка, прыгунья в длину. На чемпионате мира 2003 года завоевала бронзовую медаль. Чемпионка Азиатских игр 2002 года, победительница Всемирного легкоатлетического финала 2005 года. В 2003 году награждена высшей спортивной наградой Индии Раджив Ганди Кхел Ратна и четвёртой по старшинству гражданской наградой Индии Падма Шри.

## Карьера
Анджу Бобби Джордж начала заниматься легкой атлетикой под руководством своего отца. Сначала она увлеклась семиборьем, где ей особенно легко давались бег с барьерами и прыжки в длину. В 1996 году на чемпионате Азии среди юниоров спортсменка одержала победу в прыжках в длину и с тех пор решила сосредоточиться именно на этой дисциплине легкой атлетики.
Первый крупный успех пришёл к индианке в 2002 году на Играх Содружества в Манчестере, где она завоевала бронзовую медаль. В этом же году Анжу выиграла золотую медаль на Азиатских играх в Пусане.
В 2003 году на чемпионате мира 2003 года в Париже она завоевала бронзовую медаль в прыжках в длину, уступив только Юнис Барбер из Франции и россиянке Татьяне Котовой. Прыгнув на 6,70 метров она стала первой представительницей Индии, которой удалось выиграть медаль чемпионата мира по легкой атлетике.
Свой личный рекорд в прыжках в длину — 6,83 м — спортсменка установила на Летних Олимпийских играх 2004 года в Афинах, эта дальность позволила ей занять шестое место в итоговом зачёте.
В сентябре 2005 года Анжу завоевала золотую медаль на чемпионате Азии. В этом же году она победила на Всемирном легкоатлетическом финале.
В 2006 году на Азиатских играх в Дохе индианка завоевала серебряную награду.
В 2007 году Анжу стала второй на чемпионате Азии по легкой атлетике в Аммане (Иордания) с прыжком на 6,65 м и квалифицировалась для участия в чемпионате мира в Осаке в августе 2007 года, где в итоге заняла девятое место.
Она участвовала в Олимпийских играх 2008 года, но в трёх попытках заступила за ограничительную линию. После неудачного выступления на главном старте четырёхлетия спортсменка завершила карьеру.
Анджу замужем за Робертом «Бобби» Джорджем, своим тренером и экс-чемпионом Индии в тройном прыжке. У пары есть сын Аарон и дочь Андреа.